# Gna
Gna gehört zu den Asen der nordischen Mythologie und ist Dienerin und Botschafterin der Göttin Frigg. Gna überbringt die Botschaften auf ihrem Pferd Hófvarpnir („Hufwerfer“), mit dem sie durch die Lüfte und übers Wasser reitet.